# Stade Gabriel Montpied
El Stade Gabriel Montpied es un estadio de fútbol situado en el distrito de Champratel en las afueras de la ciudad de Clermont-Ferrand. El estadio debe su nombre a Gabriel Montpied (1903-1991), excombatiente de la Resistencia francesa y alcalde de la ciudad entre 1944 y 1973. Inaugurado el 30 de diciembre de 1995, fue ideado por el arquitecto Jacques Kalisz, y está inspirado en el diseño del Thomond Park de Limerick, su capacidad actual es de 10.800 espectadores.
Alberga principalmente el equipo de fútbol profesional Clermont Foot Auvergne actualmente en la Ligue 1.
Con 10.810 asientos, la ampliación del estadio ha estado en proceso desde que el club se unió a la Ligue 2 hace diez años. Con el ascenso del club a la máxima categoría en la temporada 2020-21, se volvió a poner sobre la mesa la ampliación del estadio, se construirá la tribuna este y el estadio vería su capacidad ampliada hasta los 30.000 asientos y podría albergar conciertos, festividades y algunas reuniones de ASM Clermont Auvergne.